# Sauvimont
Sauvimont é uma comuna francesa na região administrativa de Occitânia, no departamento de Gers. Estende-se por uma área de 3,44 km². Em 2010 a comuna tinha 68 habitantes (densidade: 19,8 hab./km²).